# Fülöpháza
Fülöpháza là một thị trấn thuộc hạt Bács-Kiskun, Hungary. Thị trấn này có diện tích 47,06 km², dân số năm 2010 là 834 người, mật độ 18 người/km².